# Стрикленд, Хью Эдвин
Хью Эдвин Стрикленд (англ. Hugh Edwin Strickland; 1811—1853) — английский геолог, орнитолог и систематик.

## Биография
Стрикленд учился в Оксфорде. В 1835 году он сопровождал английского геолога Уильяма Джона Хамилтона (1805—1867) в его поездке на Восток и опубликовал как результат этой поездки: «Bibliographia zoologiae et geologiae» (Лондон, 1847-54) и «The Dodo and its kindred» (Лондон, 1848).
Позже он как профессор геологии поддержал в Оксфорде Родерика Мурчисона в подготовительных работах по стратиграфии силурийского периода. После гибели учёного под колёсами поезда в 1853 году в результате несчастного случая его коллекция из 6 000 птиц перешла Кембриджскому университету.
В его честь были названы птица-эндемик северного Борнео Copsychus stricklandii Motley & Dillwyn (1855) и род Stricklandia.

## Публикации
- Ornithological Synonyms (1855)